# Erich Gottschalk

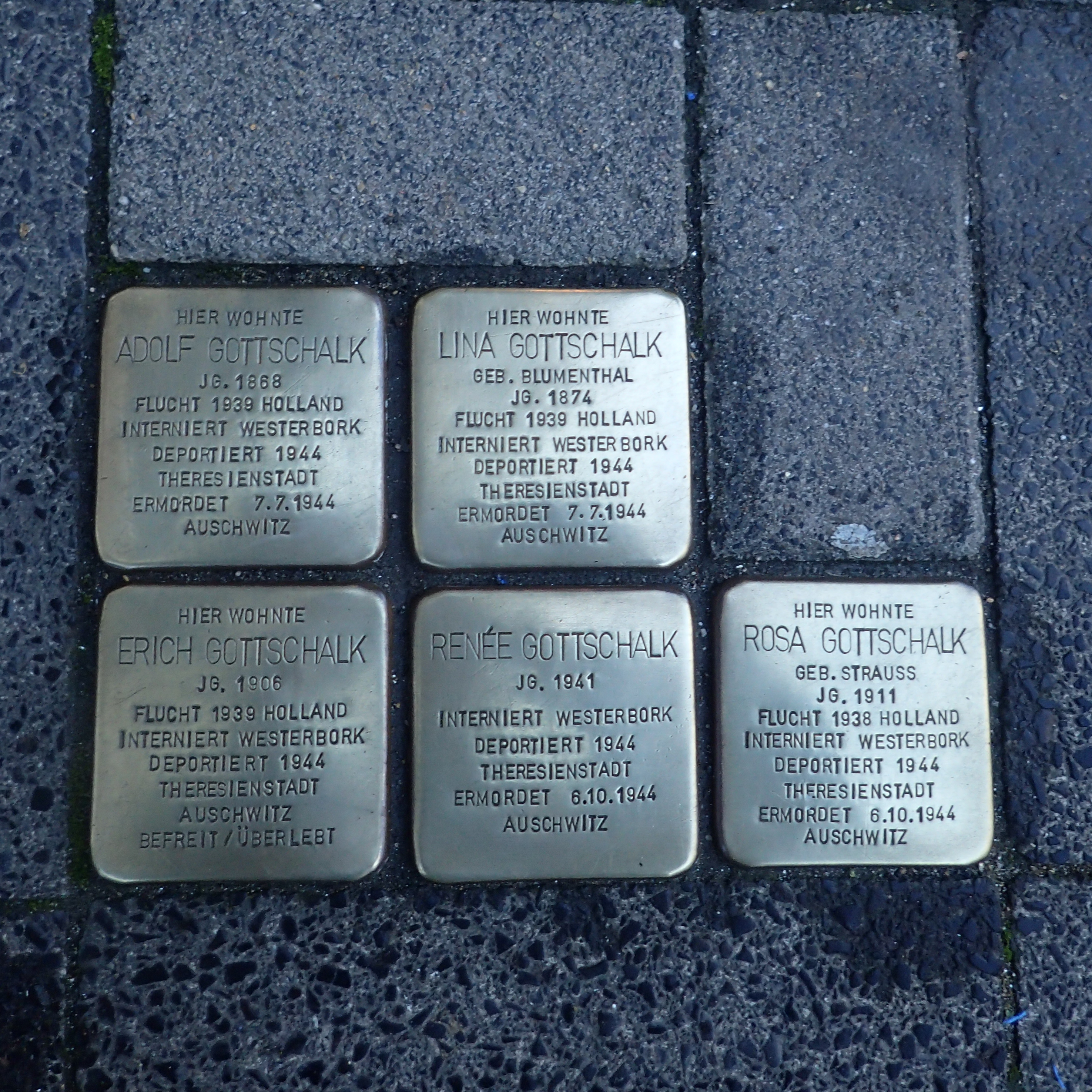
Stolpersteine für die Familie von Erich Gottschalk vor dem Haus Luisenstr. 15 in Bochum

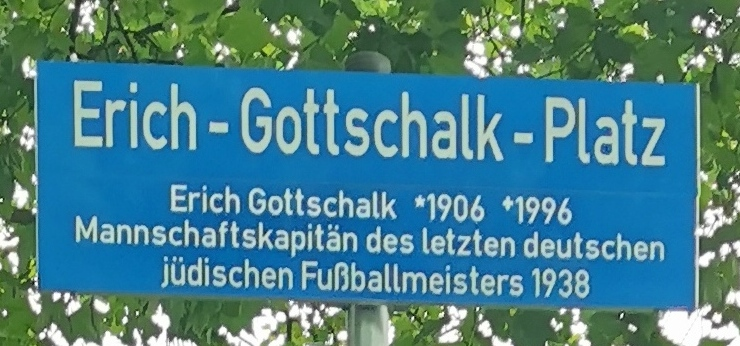
Der Erich-Gottschalk-Platz wurde im Juni 2022 in Bochum eingeweiht

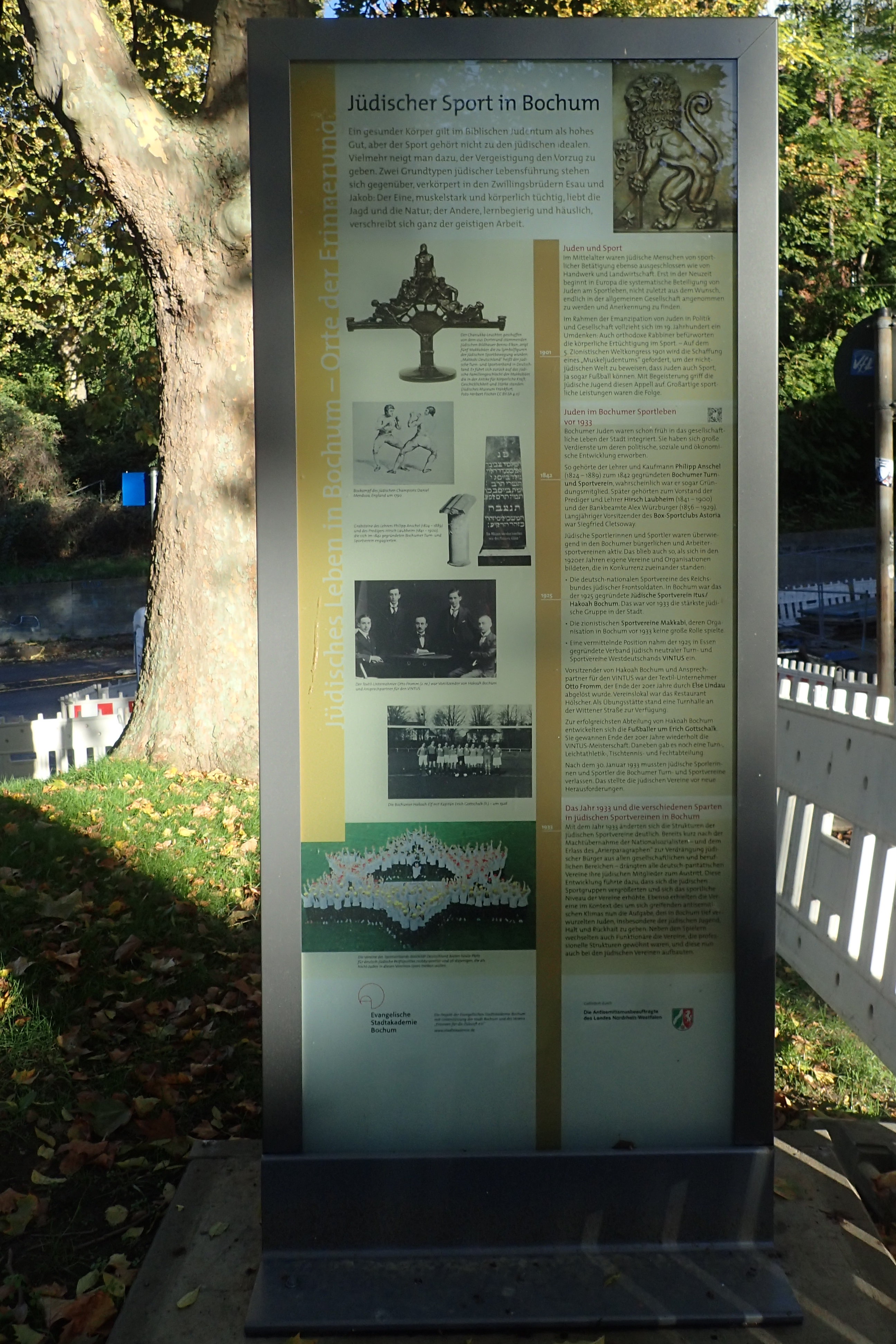
Stele „Jüdischer Sport in Bochum“ auf dem Erich-Gottschalk-Platz

Erich Gottschalk (geb. 16. März 1906 in Wanne; gest. 21. August 1996 in Kudelstaart, Niederlande) war ein deutscher Fußballspieler. 1938 wurde er mit dem Schild Bochum deutscher Meister der jüdischen Fußballliga. Nach einer Haft im KZ Auschwitz gelang ihm 1945 die Flucht, während seine Eltern, seine Frau und seine Tochter im Holocaust ermordet wurden. Er starb 1996 im Alter von 90 Jahren in den Niederlanden, wo er seit den 1950er Jahren gelebt hatte.

## Biographie
Erich Gottschalk war ein Sohn von Lina Gottschalk (1874–1944), geborene Blumenthal, und von deren Ehemann Adolf (1868–1944). Bald nach seiner Geburt zogen seine Eltern mit ihm und seinem älteren Bruder Siegfried („Fritz“) (1900–1944) von Wanne nach Bochum und eröffneten ein Schreibwarengeschäft in der dortigen Luisenstr. 15, fußläufig zur Synagoge. Im Jahre 1912 gründeten sie das Unternehmen „Gottschalk und Co“, Großhandel für „Schaufenster und Zugabe-Reklame-Artikel, Fabrikation für Kalender, Werbe-Bedarfs-Artikel, Karnevalsartikel und Feuerwerk“. Bis 1923 besuchte Erich Gottschalk die Städtische Goethe-Oberrealschule in Bochum und schloss die Mittlere Reife ab. 1924 begann er eine Ausbildung im Bankhaus Burchard & Co in Bochum, wechselte jedoch im Jahr darauf in eine Textillehre bei der Firma Gebr. Kaufmann in Wanne-Eickel. Anschließend arbeitete er bei der Firma Wächter und Co. Kurz darauf zog er nach Karlsruhe, wo er im Kaufhaus Knopf arbeitete.
Gottschalk spielte anfangs Fußball im TuS 48 Bochum, wo er schon als Junge Mitglied der Turnriege gewesen war. Nachdem der Präsident des Bochumer Vereins Constans Jersch, der auch Vorsitzender des Westdeutschen Spiel-Verbandes war, 1924 dem jüdischen Verein TuS Hakoah Essen die Aufnahme in den Verband verweigert hatte, beteiligte sich Gottschalk an der Gründung des TuS Hakoah Bochum, der nun mit Hakoah Essen und zwölf weiteren jüdischen Mannschaften der Region die Vintus-Liga (Vintus=Verband jüdisch neutraler Turn- und Sportvereine) bildete. Die genauen Umstände seines Vereinswechsels sind unklar. 1926 wurde der Verein westdeutscher Fußballmeister in dieser Liga.
Im Jahr der „Machtergreifung“ durch die Nationalsozialisten emigrierte Siegfried Gottschalk in die Niederlande, nachdem seine Wohnung mehrfach durchsucht worden war; ein Grund könnte dessen Mitgliedschaft in der SPD gewesen sein. Erich Gottschalk kehrte aus Karlsruhe nach Bochum zurück, um seine Eltern in deren Geschäft zu unterstützen. 1935 verlobte er sich mit Rosa Strauss (1911–1944), deren Familie kurz nach der im jüdischen Ritus durchgeführten Hochzeit im Jahre 1937 nach Südafrika auswanderte. Erich und Rosa Gottschalk blieben aus Rücksicht auf Gottschalks Eltern in Bochum.
Dort schloss sich Gottschalk wieder seinem Verein an, der sich auf Geheiß der Machthaber nun Schild Bochum nennen musste, und wurde Mannschaftskapitän. Während die Vintus-Liga zunächst noch den Standard einer gehobenen Freizeitliga hatte, änderte sich dies nach 1933: Die Vereine des DFB schlossen ihre jüdischen Mitglieder aus, und diese Sportler – die überwiegende Zahl der sportlich aktiven Juden – mussten nun den bestehenden rein jüdischen Klubs im jüdischen Sportbund Schild beitreten, wollten sie weiterhin Sport treiben; der Vintus-Verband wurde aufgelöst. Der Zustrom von Sportlern sorgte für eine Professionalisierung des jüdischen Fußballs, und dem neuen Verband gehörten bald 52 Vereine an. Begegnungen zwischen jüdischen und nicht-jüdischen Klubs waren untersagt, ebenso gemischte Mannschaften.
Von 1933 bis 1938 zog Schild Bochum in vier von fünf westdeutschen Finalspielen ein und errang dreimal den Titel. Ab 1936 stand die Sportgruppe Bochum ohne eigenen Platz da, weil kein Sportverein mehr Juden auf seinem Platz zulassen wollte. In der Saison 1937/38 wurde Schild Bochum mit einem 4:1-Sieg gegen den Titelverteidiger Schild Stuttgart im Finalspiel am Fort VI „Deckstein“ in Köln-Lindenthal vor 400 Zuschauern am 26. Juni 1938 erstmals deutscher Fußballmeister, nachdem die Stuttgarter zunächst mit 1:0 in Führung gegangen waren. Der Berichterstatter Josef Gordon schrieb im Sportblatt der CV-Zeitung: „Es machte jedem helle Freude, wie sich die Elf mit nie erlahmendem Eifer und einer beispiellosen Aufopferung immer und immer wieder einsetzte, selbst als alles verloren schien.“ Es war die letzte jüdische Fußballmeisterschaft in Deutschland während der NS-Zeit, und das bisher einzige Mal, dass Fußballer aus Bochum deutsche Meister wurden.
Das letzte dokumentierte Spiel des Schild Bochum fand am 8. Oktober 1938 vor 200 Zuschauern in Dortmund statt. Die 13 Spieler dieser Mannschaft spielten nie wieder zusammen: Fünf Männern gelang die Emigration, nur drei der in Deutschland verbliebenen überlebten den Holocaust.
In der Reichspogromnacht am 9. November zerstörten Nazis das Geschäft der Gottschalks, und Erich Gottschalk wurde gemeinsam mit seinem Vater für einige Tage im KZ Sachsenhausen inhaftiert. Anschließend floh er mit Frau und Eltern in die Niederlande, wo er einige Zeit getrennt von der Familie zunächst im Männerlager für „illegale vluchtelingen“ in einem ehemaligen Fort in Hoek van Holland interniert wurde. Eine geplante Auswanderung der Familie nach Südafrika scheiterte am deutschen Überfall auf die Niederlande. Die Familie wurde ins Durchgangslager Westerbork deportiert, wo Gottschalk in der Lagermannschaft Fußball spielte und einen Spielbetrieb organisierte. Am 21. Juni 1941 wurde Tochter Renée geboren. Die Gottschalks hatten einen Sonderstatus als „alte Lagerinsassen“ und wurden daher zunächst von den Transporten verschont.  Erst 1944 wurde die Familie deportiert, zunächst nach Theresienstadt, von dort nach Auschwitz, wo alle Familienmitglieder – darunter die dreijährige Renée – bis auf Erich ermordet wurden, ebenso die Familie seines Bruders Siegfried.
Erich Gottschalk wurde zur Zwangsarbeit im Außenlager Tschechowitz ausgewählt, von wo aus ihm auf einem Todesmarsch die Flucht gelang. Er wurde von einer polnischen Bauernfamilie aus Zabrzeg gefunden und gesund gepflegt. Nach der Befreiung durch die Rote Armee gelangte er in einer wahren Odyssee über Odessa nach Marseille. Gemeinsam mit einer Gruppe Niederländer erreichte er im Mai 1945 die Niederlande, wo er jetzt erst erfuhr, dass er seine gesamte Familie verloren hatte. Die angestrebte niederländische Staatsangehörigkeit erlangte er nicht, jedoch erhielt er die deutsche zurück. Nachdem er aufgrund seiner traumatischen Erlebnisse zunächst ein wurzelloses Leben geführt hatte, nahm er 1952 eine Arbeit auf. Im Sommer 1956 besuchte er seine Schwiegereltern in Südafrika. 1961 heiratete er seine zweite Frau Hendrica Jacoba van de Vooren. Seinen niederländischen Verwandten erzählte er, dass er einmal deutscher Meister im Fußball geworden sei, was diese nicht recht glauben wollten. 1996 starb Erich Gottschalk im Alter von 90 Jahren.

## Erinnerung
Am 17. September 2013 wurden fünf Stolpersteine für Erich Gottschalk und seine Familie vor dem Haus Luisenstr. 15 in der Bochumer Innenstadt verlegt. Seit Juni 2022 trägt die Grünfläche Castroper Straße/Blumenstraße in Bochum den Namen Erich-Gottschalk-Platz. In der Castroper Str. 11 hatte Hakoah Bochum ihr Vereinsheim. Das Projekt wird vom Fanprojekt Bochum, das sich in Trägerschaft der Arbeiterwohlfahrt in Kooperation mit dem Jugendamt der Stadt Bochum befindet, koordiniert und unterstützt von der Jüdischen Gemeinde Bochum-Herne-Hattingen und der evangelischen Stadtakademie. Am 31. August 2022 wurde auf dem Platz eine Stele zur Erinnerung an Gottschalk in Anwesenheit von Sabine Leutheusser-Schnarrenberger, der Antisemitismusbeauftragten das Landes NRW, eingeweiht; sie ist die zehnte Stele im Rahmen des Stelenwegs „Jüdisches Leben in Bochum und Wattenscheid“.
Bis in die 1960er Jahre hinein hielt Gottschalk Kontakt zur Familie von Jan (1891–1964) und Magdalena Kuś (1903–1980) in Polen, die für seine Rettung postum im Jahre 2017 als Gerechte unter den Völkern geehrt wurden. Ihr inzwischen 92-jähriger Sohn Jan erhielt die Auszeichnung aus den Händen von Polens Präsident Andrzej Duda.
Der umfangreiche Nachlass von Erich Gottschalk, der unter anderem das Fragment eines autobiographischen Romans (Joden, moffen en kasspoppen) enthält, wird im Jüdischen Museum Westfalen in Dorsten aufbewahrt.